# Choi Bae-geun

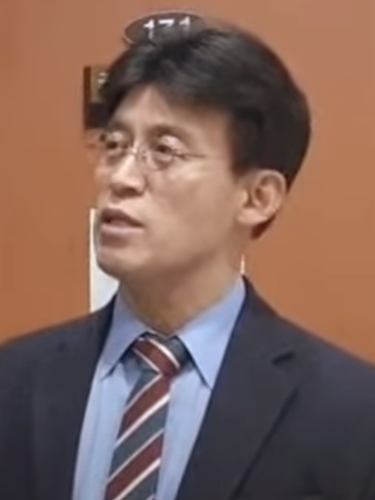
Choi Bae-geun

Choi Bae-geun (Koreanisch: 최배근, * 12. April 1959) ist ein südkoreanischer Professor und Politiker. Er lehrt und forscht seit 1990 an der Konkuk Universität Ökonomie. Er war zusammen mit Woo Hee-jong Vorsitzender der Plattform-Partei.
Er studierte Ökonomie an der Konkuk University und promovierte an der University of Georgia. 1990 kehrte er zurück zur Konkuk Universität und lehrt dort seither als Professor. 2004 war er kurz als Kolumnist für die Hankyoreh-Zeitung tätig. Im Frühjahr 2020 gründete er zusammen mit weiteren Kräften aus der Zivilgesellschaft die Plattform-Partei für die kommende Parlamentswahl im April und übernahm deren Vorsitz zusammen mit Woo Hee-jong.